# Goravanahalli, Maddur
Goravanahalli là một làng thuộc tehsil Maddur, huyện Mandya, bang Karnataka, Ấn Độ.